# Scorpaenopsis cotticeps
Scorpaenopsis cotticeps är en fiskart som beskrevs av Fowler, 1938. Scorpaenopsis cotticeps ingår i släktet Scorpaenopsis och familjen Scorpaenidae. Inga underarter finns listade i Catalogue of Life.